# Bibliothek der Hochschule für nachhaltige Entwicklung Eberswalde (FH)

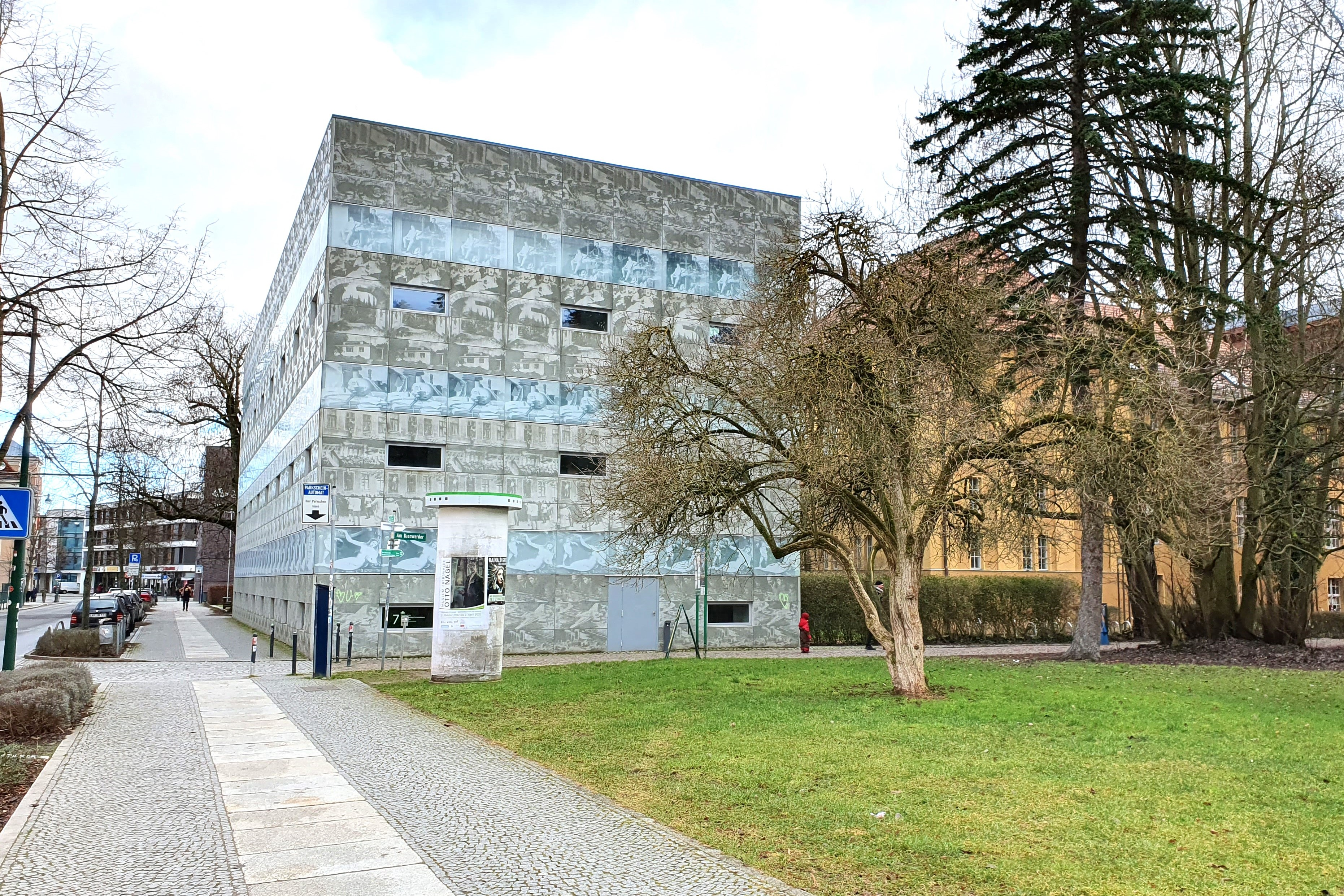
Westansicht der Bibliothek

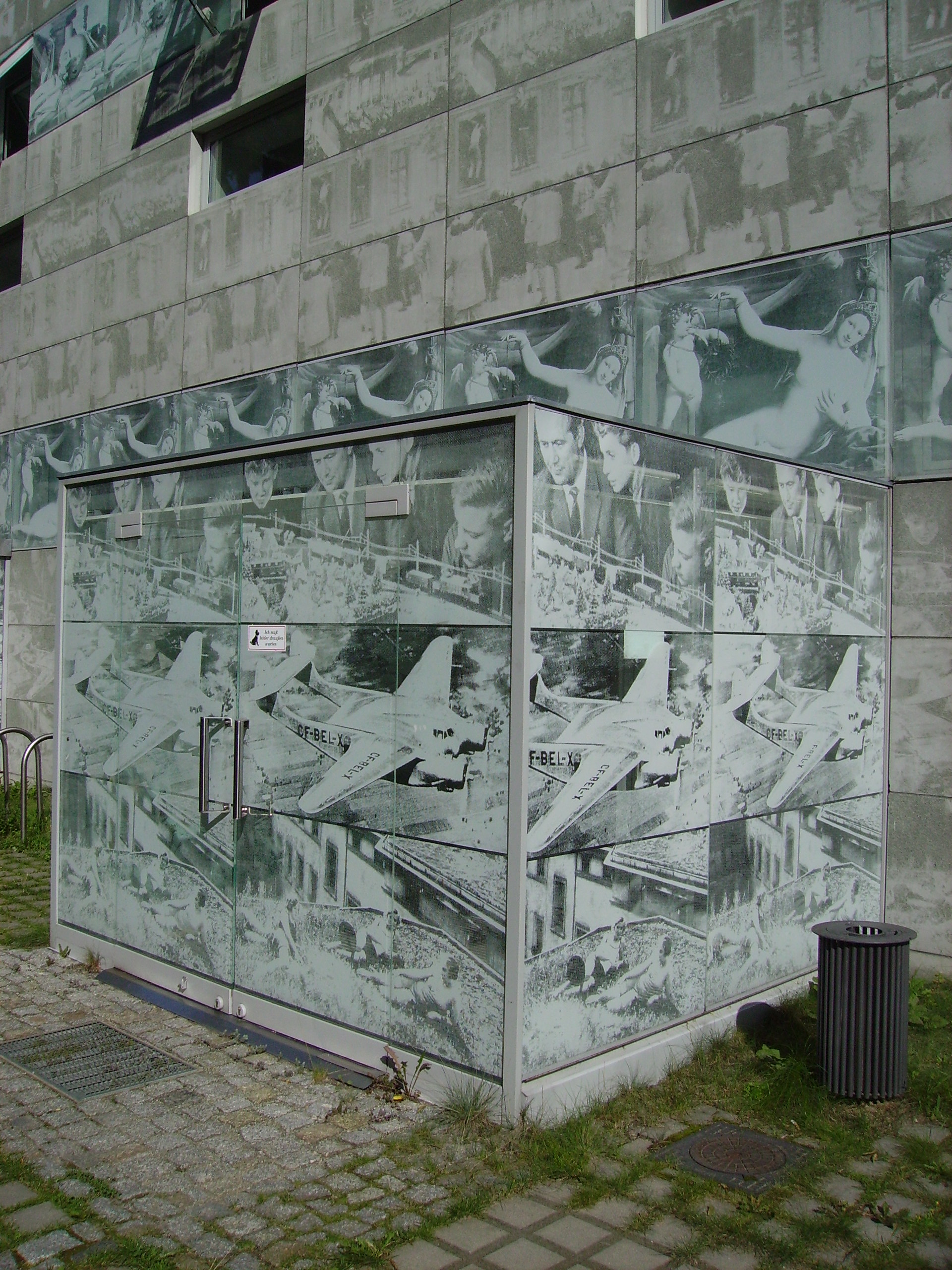
Eingang

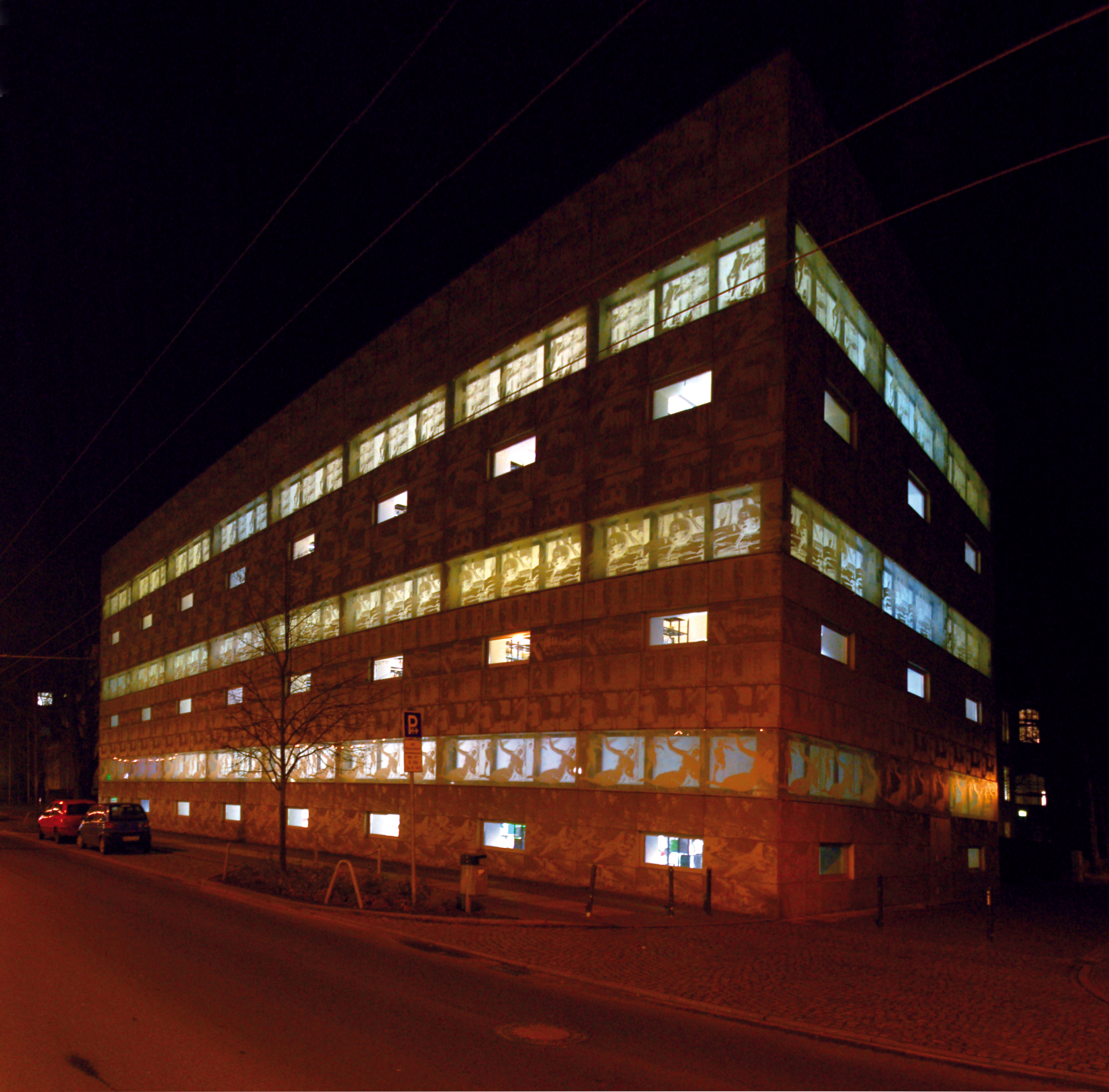
Nachtaufnahme

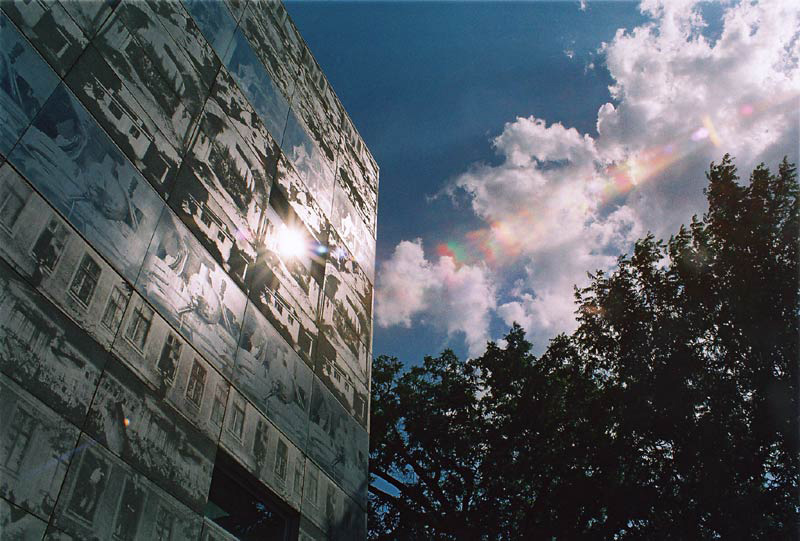
Fassade der Bibliothek aus Fotobeton

Die Bibliothek der Hochschule für nachhaltige Entwicklung Eberswalde (FH) ist ein Bibliotheksbau in Eberswalde. Sie wurde von den Architekten Herzog & de Meuron entworfen und 1998 als einer von zwei Neubauten der Architekten auf dem Campus der Hochschule für nachhaltige Entwicklung fertiggestellt.

## Gestaltung
Das Gebäude hat die Form eines einfachen Quaders. Der Fotokünstler Thomas Ruff gestaltete die Fassade. Sämtliche Glas- und Betonelemente wurden in einem dem Siebdruck ähnlichen Verfahren seriell mit Fotografien bedruckt. Die visuellen Informationen der Außenhaut weisen auf den Informationsgehalt einer Bibliothek hin, sie versinnbildlichen laut Pierre de Meuron konzentriertes Wissen. Er sagte: „Ohne die Fotos wäre das ein langweiliger Klotz“. Im Jahr 1999 erhielt das neue Bibliotheksgebäude einen Architekturpreis für dessen gelungene Integration in das Umfeld der Friedrich-Ebert-Straße.

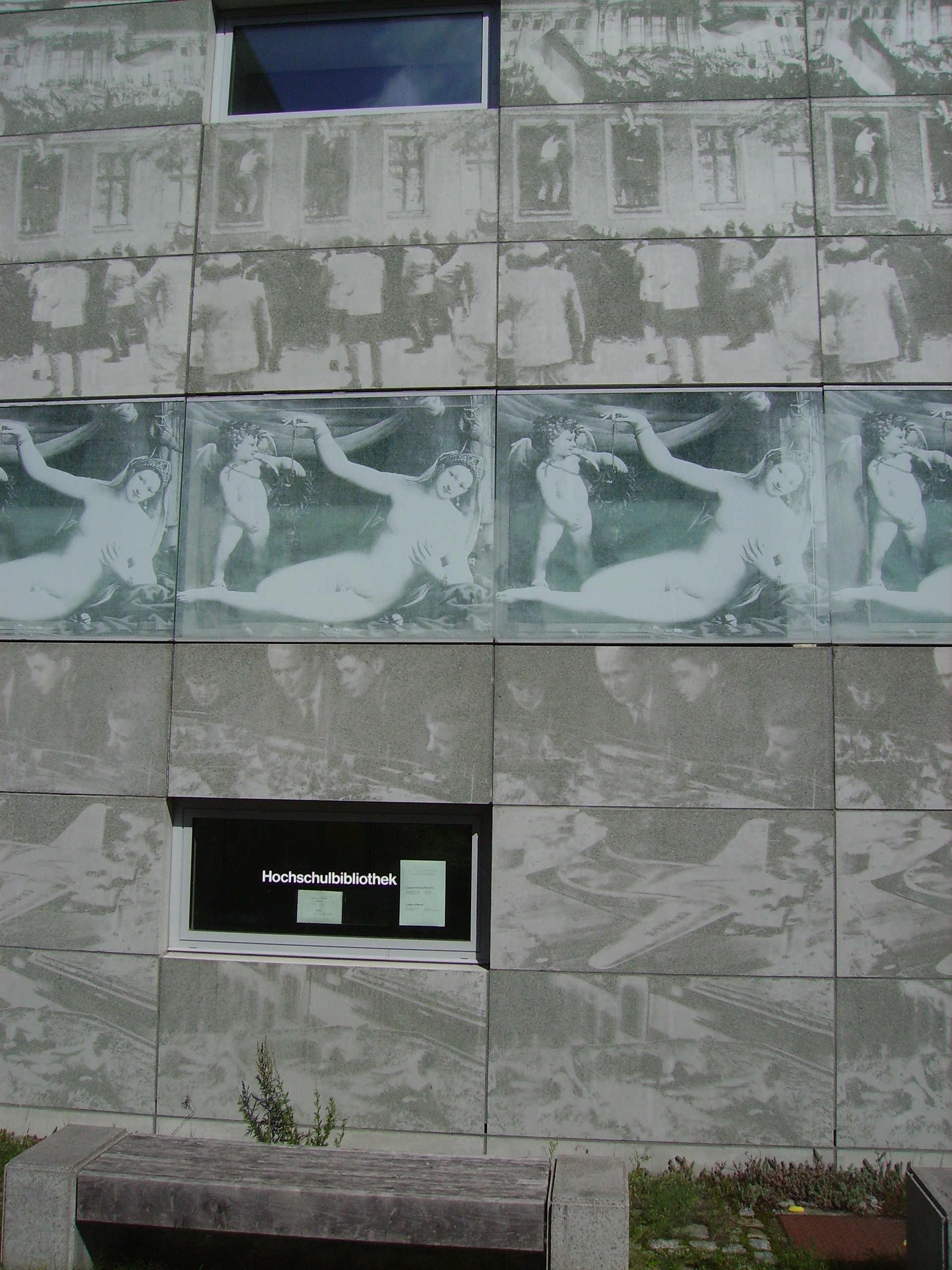
Fenster von außen
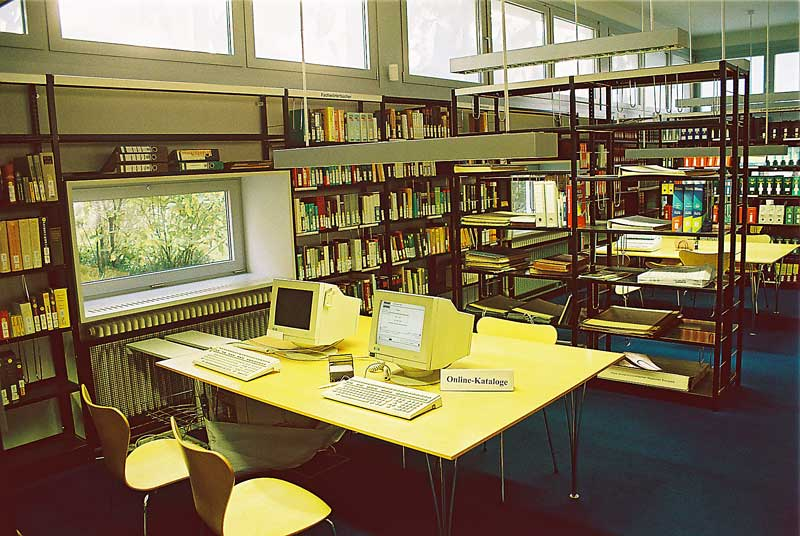
Innenansicht Bibliothek der Eberswalder Hochschule
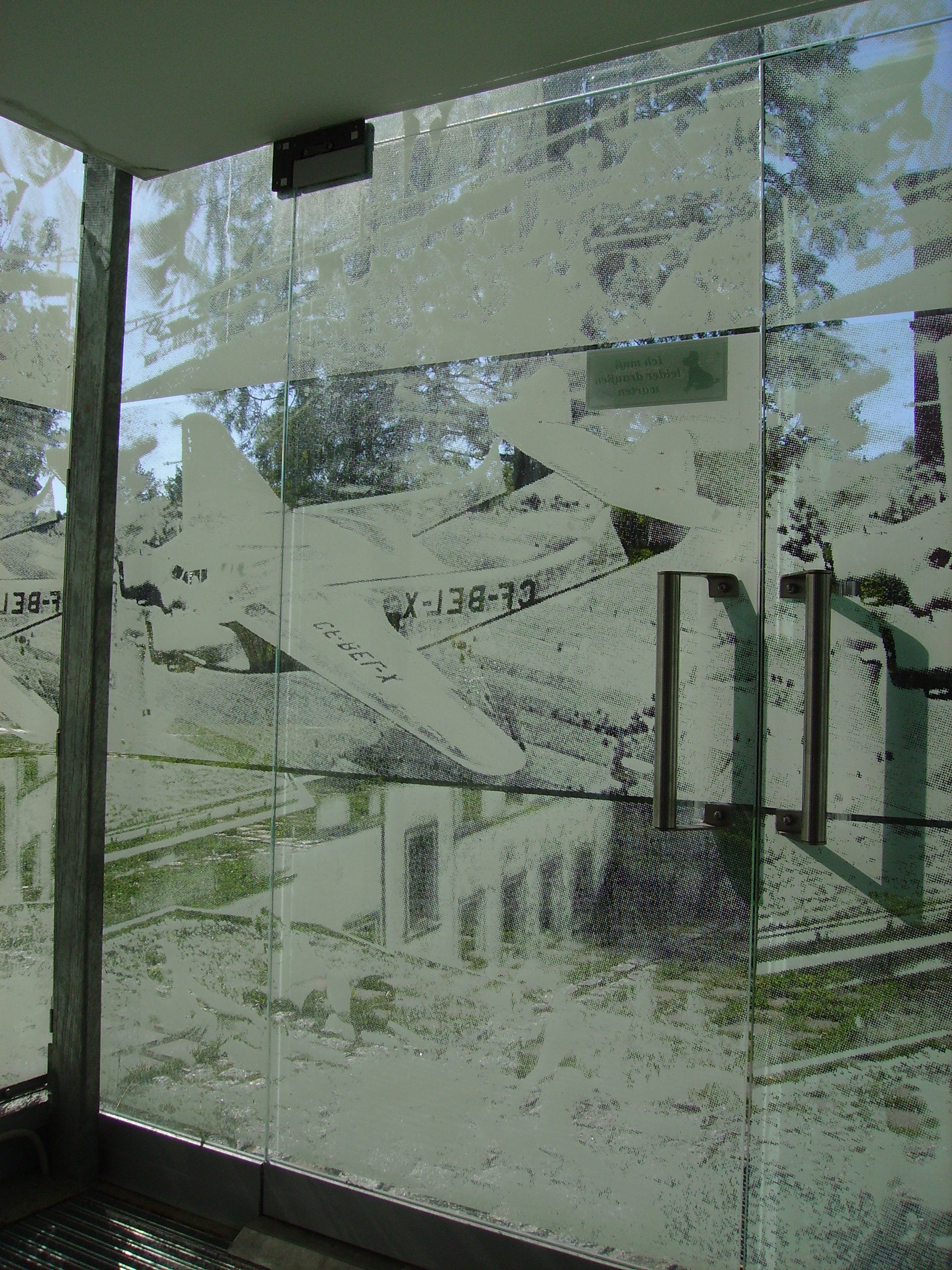
Eingang von innen

### Rezeption des Neubaus
- Der Kultusminister von Brandenburg, Steffen Reiche (SPD) lobte den Mut zur zeitgenössischen Architektur und sagte: „Das ist ein maßgebliches Bauwerk der Moderne.“
- Gunther Wolff, der erste Rektor der Fachhochschule, bezeichnete das Gebäude als etwas gewöhnungsbedürftig. Die spektakuläre Architektur habe aber auch etwas Gutes, denn dadurch bemerke keiner das neue Bankgebäude gegenüber.
- 1999 wurde das Gebäude im Kontext mit der städtebaulichen Konzeption mit dem Brandenburgischen Architekturpreis der Architektenkammer Brandenburg ausgezeichnet.
- Die NZZ bezeichnet das Gebäude als „tätowierte Kiste“.[2]